# Ilijas Farah
Ilijas Farah (16 de fevereiro de 1966) é um matemático canadense-sérvio, professor e matemática da Universidade Iorque.
Foi palestrante convidado do Congresso Internacional de Matemáticos em Seul (2014: Logic and operator algebras).